# Ken Green
 (mars 2011).
Si vous disposez d'ouvrages ou d'articles de référence ou si vous connaissez des sites web de qualité traitant du thème abordé ici, merci de compléter l'article en donnant les références utiles à sa vérifiabilité et en les liant à la section « Notes et références ».
Pour les articles homonymes, voir Green.
Ken Green, né le 27 avril 1924 dans le quartier londonien de Newham (Angleterre) et mort en juin 2001 à Sutton Coldfield (Angleterre), est un footballeur anglais, qui évoluait au poste d'arrière gauche à Birmingham City et en équipe d'Angleterre B.

## Carrière de joueur
- 1943-1959 : Birmingham City

## Palmarès

### Avec Birmingham City
- Finaliste de la Coupe d'Angleterre de football en 1956.
- Vice-Champion du Championnat d'Angleterre de football D2 en 1948 et 1955.